# Eta Octantis
Eta Octantis (11 Octantis) é uma estrela na direção da constelação de Octans. Possui uma ascensão reta de 10h 59m 14.16s e uma declinação de −84° 35′ 37.9″. Sua magnitude aparente é igual a 6.19. Considerando sua distância de 356 anos-luz em relação à Terra, sua magnitude absoluta é igual a 1.00. Pertence à classe espectral A1V.